# Laniocera hypopyrra
La plañidera cenicienta 
(Laniocera hypopyrra), también denominada  cotinga ceniciento, plañidera ceniza (en Colombia) o plañidera o plañidero cinéreo (en Ecuador, Perú y Venezuela), es una especie de ave paseriforme, una de las dos pertenecientes al género Laniocera de la familia Tityridae. Es nativa del norte de América del Sur.

## Distribución y hábitat
Se encuentra en Bolivia, Brasil, Colombia, Ecuador, Guayana francesa, Guyana, Perú, Surinam y Venezuela. En toda la cuenca del Amazonas y del Orinoco, incluyendo el sureste de Colombia, sur y este de Venezuela (al norte hasta el sureste de Sucre), las Guayanas, este de Ecuador, este del Perú, norte de Bolivia, y Amazonia brasileña; existe una población aislada en el sureste de Bahía y norte de Espírito Santo, en la costa oriental de Brasil.
Su hábitat natural es el sotobosque y el estrato medio de las  selvas húmedas de terra firme, por debajo de los 500 m de altitud.

## Descripción
Mide cerca de 20 a 21 cm de longitud y pesa en promedio 46 g. Plumaje gris ceniza, más pálido en las partes inferiores; las plumas primarias con matices color marrón; presenta en las alas dos filas de puntos grandes color ante acanelado o anaranjado; las puntas de las terciarias y la cola del mismo color; mechones pectorales (no siempre visibles) color rufo anaranjado en el macho y amarillo limón en la hembra. Los inmaduros tienen algún rufo en el pecho y puntos negros dispersos en las partes inferiores.

## Comportamiento
Es una ave solitaria, inconspícua y raramente vista; ocasionalmente acompaña bandadas mixtas buscando insectos por el sotobosque.

### Alimentación
Solitario o en pares, posa en ramas secas, lanzándose al aire, a veces, en persecución a insectos alados; incluye pequeños frutos en su dieta.

### Reproducción
Nidifica en medio a plantas epífitas entre 1  y 8  m del suelo.

### Vocalización
Su canto ventrílocuo es oído de lejos; es un lamento en alta escala, como un timbrazo «tiiyr, tiiouiiít, tiiouiiít, tiiouiiít...» (hasta 10 «tiiouiiít» en sucesión), dado con cierta regularidad desde su percha; algunas veces repetido incansablemente (inclusive durante el calor del día), a pesar de que a menudo hay una larga pausa entre cada sesión.

## Sistemática

### Descripción original
La especie L. hypopyrra fue descrita por primera vez por el naturalista francés Louis Pierre Vieillot en 1817 bajo el nombre científico Ampelis hypopyrra; la localidad tipo es «La Guyane, Cayenne».

### Etimología
El nombre genérico femenino «Laniocera» se compone del género Lanius y de la palabra del griego «keras, kerōs»: cuerno (p. ej. pico), significando «con el pico como un Lanius»; y el nombre de la especie «hypopyrra» deriva del griego «hupopuros»: con fuego secreto («hupo»: por debajo; «pur» fuego).

### Taxonomía
Este género  ha sido tradicionalmente colocado en la familia Tyrannidae; así como Tityra, Iodopleura, Laniisoma y Pachyramphus en la familia Cotingidae y Schiffornis en la familia Pipridae. La Propuesta N° 313 al South American Classification Committee (SACC), siguiendo los estudios de filogenia molecular de Ohlson et al. (2007), aprobó la adopción de la nueva familia Tityridae, incluyendo éste y los otros géneros.

Es monotípica.